# Laagpakket van Waterval

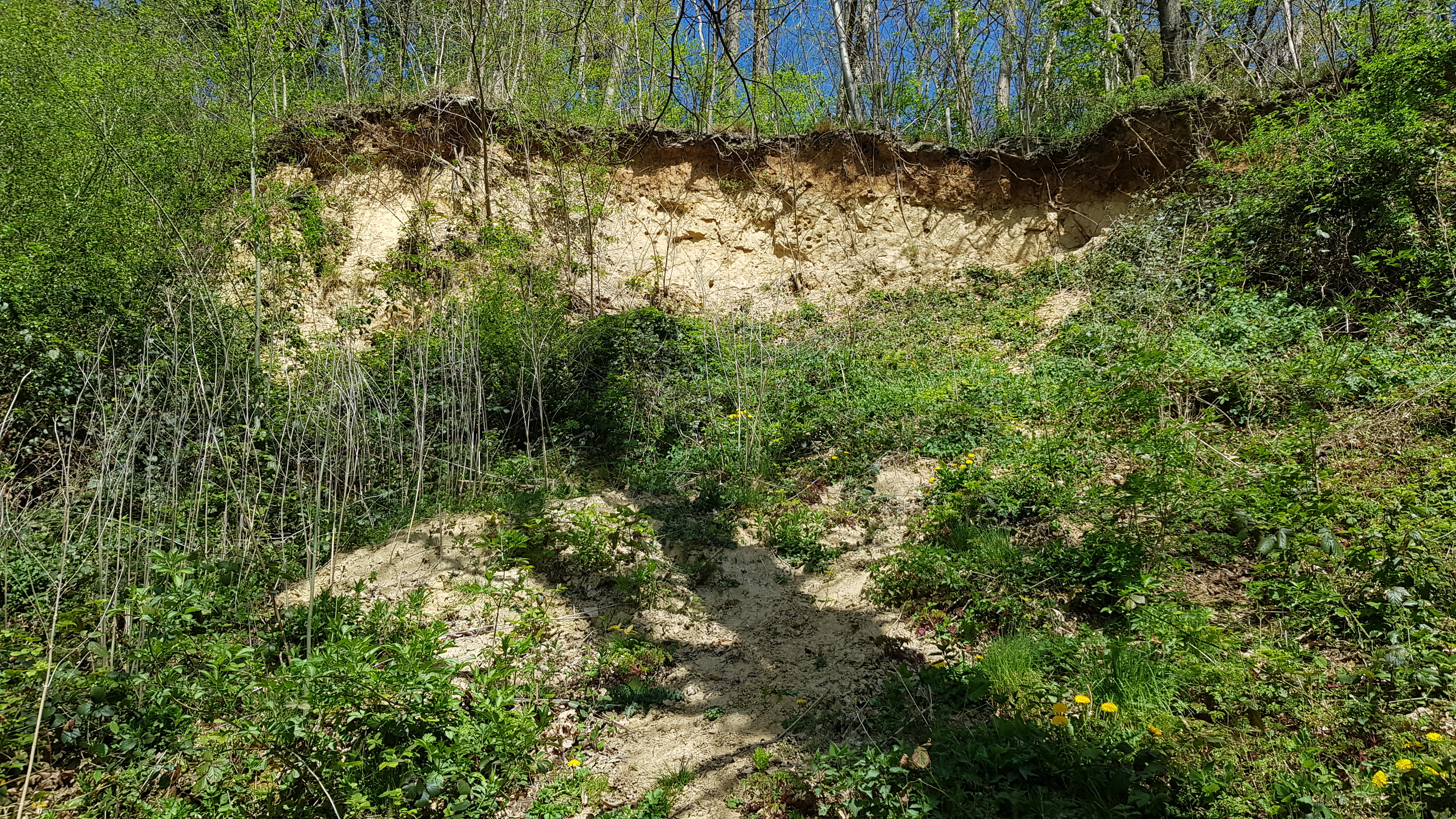
De overwoekerde Groeve Waterval dat de typelocatie vormt voor dit laagpakket: het gele zand is het Zand van Waterval

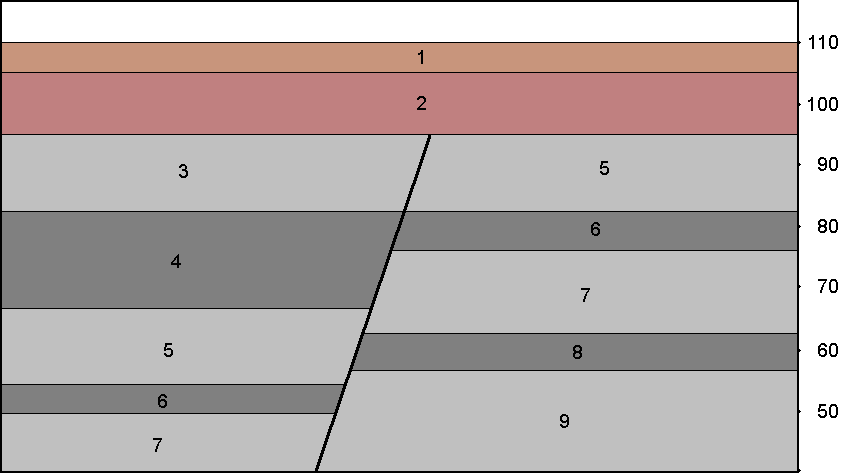
De Geullebreuk in de bodem van het Bunderbos met verschillende laagpakketten:
1. löss (Laagpakket van Schimmert)
2. Maasgrind (Formatie van Beegden)
3. Laagpakket van Kakert
4. Laagpakket van Boom
5. Laagpakket van Waterval
6. Laagpakket van Kleine-Spouwen
7. Laagpakket van Berg
8. Laagpakket van Goudsberg
9. Laagpakket van Klimmen

Het Laagpakket van Waterval, ook bekend als het Zand van Waterval of de Afzettingen van Waterval, is een afzetting uit de Formatie van Rupel in de Midden-Noordzee Groep. Het laagpakket werd marien afgezet in een zee in het vroeg Oligoceen (Rupelien).
Het laagpakket is vernoemd naar de buurtschap Waterval.

## Geschiedenis
Tijdens het Rupelien, van 33,9 tot 28,1 miljoen jaar geleden, bevond zich hier een zee waarin een pakket zand werd afgezet.

## Gebied
Het zandpakket van het Laagpakket van Waterval is afgezet in Nederlands Zuid-Limburg. Ze komen hier alleen aan de oppervlakte in de omgeving van Ulestraten en de oostelijke helling van het Maasdal tussen Bunde en Elsloo. In het Bunderbos is het laagpakket op verschillende dieptes aanwezig als gevolg van de Geullebreuk (breuk met verzet), waardoor het laagpakket ten zuiden van de breuk op ongeveer 15 meter diep onder het aardoppervlak ligt en ten noorden van de breuk ongeveer 35 meter diep.
Het zand uit het laagpakket is in verschillende groeves afgegraven om bijvoorbeeld gebruikt te worden als ophoogzand. Groeves waar dit zand ontgonnen werd bevinden zich onder andere aan de Kruisberg bij Bunde, in de oostelijke helling van het Maasdal tussen Bunde en Elsloo, bij Ulestraten en in de omgeving van Waterval (zoals de Groeve Waterval).
De typelocatie van het Laagpakket van Waterval is de Groeve Waterval aan de voet van de Wijngaardsberg in het Watervalderbeekdal dat aangeduid is als Geologisch monument Typelocatie Zand van Waterval.

## Afzettingen
Het Laagpakket van Waterval bestaat uit wit zand met kleilaagjes en zijn fijnkorrelige glauconiethoudende zanden die marien werden afgezet. De mediaanwaarde varieert tussen 130 en 170 um. De maximale dikte bedraagt circa 20 meter.